# Wenzlow (Heidesee)
Wenzlow (Niedersorbisch: Wěcsław) ist ein Straßendorf und Gemeindeteil von Dannenreich, das wiederum ein Ortsteil der Gemeinde Heidesee in Brandenburg ist. Der Ort liegt an der Straße zwischen Friedersdorf und Königs Wusterhausen im Landkreis Dahme-Spreewald südöstlich von Berlin. Nachbarorte sind Friedersdorf im Süden und Friedrichshof im Nordwesten.

## Geschichte

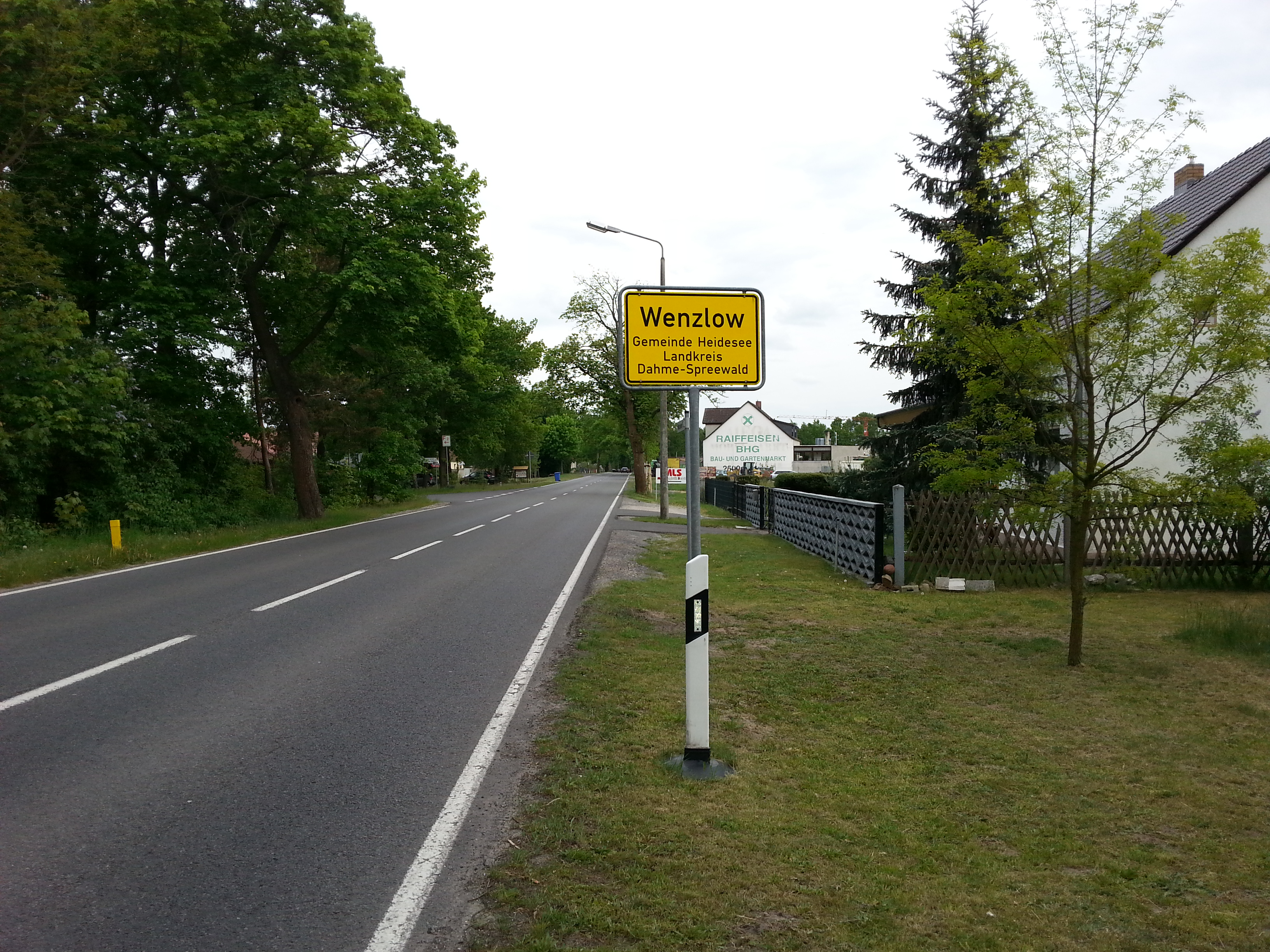
Nördlicher Ortseingang im Mai 2015

Das Dorf wurde erstmals im Jahr 1518 als Wentzelßdorff urkundlich erwähnt und gehörte zu dieser Zeit dem Amt Storkow. Es handelte sich um eine wüste Feldmark, die von den Bauern aus Friedersdorf genutzt wurde. Dies waren im Jahr 1539 zwei Zweieinhalbhufner und vier Einhufner. In dieser Zeit erschien auch die Schreibweise Wenczelstorff (1524). Ab 1676 beanspruchte das Amt Storkow die Feldmark Wentzlow, um dort ein Vorwerk mit einer ab 1680 nachgewiesenen Schäferei einzurichten. Ab 1693 begann das Amt, mit dem Friedersdorf ein zweites Vorwerk auf der Feldmark einzurichten. Das Vorwerk Wenzlow erreichte dabei im Jahr 1735 eine Größe von 616 Morgen (Mg) 180 Quadratruten (QR), von denen 488 Mg als „brauchbarer“ Acker bezeichnet wurden. Weitere 122 Mg dienten als Wiese, auf 6 Mg waren Gärten angelegt. Ab 1753 wurden Teile der Feldmark genutzt, um die Etablissements in Dannenreich und Friedrichshof zu errichten. Aus den verbliebenen Äckern und Wiesen sowie eines Mühlenetablissements entstand das Erbzinsgut Wenzlow, das im genannten Jahr vom Unterförster Schultze belegt wurde. Er betrieb im Jahr 1775 das Vorwerk mit einer Schäferei und Windmühle. Auf der Gemarkung lebten fünf Büdner, die fünf Feuerstellen (=Haushalte) betrieben. Im Jahr 1776 übernahm die Familie Bütow das Gut, hielt es aber nur bis 1786. Anschließend übernahm der Hoffiskal Ohnesorge das Gut; 1798 und 1801 sind die von Westphal als Besitzer überliefert. Im genannten Jahr bestand das Vorwerk und die Kolonie aus drei Einliegern, einer Schäferei und einer Windmühle. Der Gemarkung waren keine Hufen zugewiesen; die Besitzer schlugen 60 Mg Holz und betrieben elf Feuerstellen. Im Jahr 1837 erschien ein Herr Schmidt als Gutsbesitzer; das Dorf bestand aus zwölf Wohnhäusern. Im Jahr 1858 war Wenzlow insgesamt 1025 Mg groß: 6 Mg Gehöfte, 10 Mg Gartenland, 615 Mg Wacker, 170 Mg Wiese, 10 Mg Weide und 214 Mg Wald. Im Gut einschließlich der Kolonie standen sieben Wohn- und zwölf Wirtschaftsgebäude, darunter eine Getreidemühle. Im Jahr 1864 kam es zu einer umfassenden Gebietsaufteilung, bei der 360 Mg der Fläche einschließlich der Gutsgebäude vom Gut Wenzlow abgetrennt und der Gutsbezirk Forstrevier Friedersdorf vereint wurde. Das Restgut wurde vollständige parzelliert; die neuen Besitzer errichteten zahlreiche Wohnplätze auf den so abgetrennten Flächen, die teilweise bis zum Ende des 19. Jahrhunderts als selbstständige Landgemeinde angesehen wurde. Das Amt Storkow übernahm die Verwaltung der Flächen. In der Kolonie Wenzlow verblieben im Jahr 1871 sechs Wohngebäude. Aus ihr entstand bis 1885 die Landgemeinde Wenzlow mit fünf Wohngebäuden sowie der Gutsbezirk Wenzlow mit einem Wohngebäude. Der Gutsbezirk war im Jahr 1895 insgesamt 111,4 Hektar, die Landgemeinde 31 Hektar groß. In den Jahren 1897/1898 wurden die zum Gutsbezirk gehörigen Parzellen abgetrennt und zur Gemeinde Neu Zittau gelegt. Der Gutsbezirk wurde 1901 aufgelöst und die dadurch kommunalfrei gewordenen Grundstücke ein Jahr später auf die Gemeinden Kablow (10,7 Hektar), Dannenreich (2,4 Hektar), Friedrichshof (53,2 Hektar), Neu Zittau (4,6 Hektar), Wernsdorf (2,7 Hektar) und Friedersdorf (34,6 Hektar) aufgeteilt. Die verbleibende Gemarkung wurde 1927 als Ansiedlung und ab 1931 als Wohnplatz geführt. Im Jahr 1964 war Wenzlow ein Ortsteil von Friedrichshof und 1970 ein Ortsteil von Dannenreich. Seit dem 26. Oktober 2003 gehört es mit Dannenreich zur Gemeinde Heidesee.

## Bevölkerungsentwicklung
| Jahr      | 1801 | 1817 | 1837              | 1846              | 1858              | 1871 | 1885 | 1895                                 | 1925                       |     |
| Einwohner | 35   | 42   | 52 mit Steinfurth | 64 mit Steinfurth | 70 mit Steinfurth | 61   | 42   | LandGem o. S. 29 und GutsBez o. S. 5 | LandGem 32 GutsBez o. S. 0 | 137 |

## Wirtschaft und Infrastruktur

### Wirtschaft
Im 10 Hektar großen Gewerbegebiet in Wenzlow sind mehrere Industriebetriebe und ein Logistikunternehmen angesiedelt.

### Infrastruktur
Die Wenzlower Straße verbindet den Ort in nördlicher Richtung über die Anschlussstelle Friedersdorf mit der A 12. Sie führt als Köpenicker Chaussee weiter nach Süden. Die Chausseestraße (Kreisstraße 6153) ermöglicht einen Anschluss nach Kablow. Die Buslinie 723 der RVS verbindet den Ort mit Königs Wusterhausen und Kolberg. In der Nähe befinden sich das Autobahndreieck Spreeau und die Autobahnanschlussstelle 2 der A 12 (Friedersdorf).